# Vela Dajna
Vela Dajna je nenaseljeni otočić u hrvatskom dijelu Jadranskog mora. Vela Dajna je najveći otok skupine otoka kojeg sačinjavaju otoci Vela i Mala Dajna, Velika i Mala Dajnica, Brušnjak i Veli i Mali Črnikovac. Na otoku Vela Dajna nema stalno naseljenih stanovnika, na otoku se nalazi jedna stara kamena ruševna kuća i mali potopljeni mulić za vez broda. Vlasnici su se na tom otoku prije bavili ovčarstvom. Otok Vela Dajna i ostali otočići u privatnom su vlasništvu obitelji Petra Papeše iz Murtera.
Njegova površina iznosi 0,17 km². Dužina obalne crte iznosi 1,85 km.